# Alemitu Bekele Aga
Alemitu Bekele Aga (Sululta, 22 augustus 1978) is een Belgische voormalige atlete van Ethiopische afkomst, die gespecialiseerd was in de lange afstand en het veldlopen. Zij veroverde vijf Belgische titels.

## Biografie
Bekele kon zich in 1997 op de marathon plaatsen voor de wereldkampioenschappen. Ze werd vierenveertigste. Het jaar nadien nam ze op de korte cross deel aan de wereldkampioenschappen veldlopen. Ze behaalde een zeventiende plaats en met de Ethiopische ploeg werd ze tweede in het landenklassement. In 1999 nam ze deel aan het wereldkampioenschap halve marathon met een zesendertigste plaats als resultaat.
In 2000 kwam Bekele naar België en vroeg politiek asiel aan. In 2007 verwierf ze de Belgische nationaliteit. In 2008 was ze meteen goed voor de Belgische titels op de marathon, de 10.000 m en de halve marathon. In 2011 werd ze voor de tweede maal Belgisch kampioene op de marathon en de halve marathon.
Bekele was in België aangesloten bij Atletiekclub Volharding, Atletiekclub Lanaken en FC Luik.

## Belgische kampioenschappen
Outdoor
| Onderdeel      | Jaar       |
| -------------- | ---------- |
| 10.000 m       | 2008       |
| halve marathon | 2008, 2011 |
| marathon       | 2008, 2011 |

## Persoonlijke records
| Onderdeel      | Prestatie | Datum            | Plaats  |
| -------------- | --------- | ---------------- | ------- |
| 10.000 m       | 34.59,45  | 30 augustus 2004 | Zele    |
| halve marathon | 1:15.27   | 3 oktober 1999   | Palermo |
| marathon       | 2:34.57   | 26 april 2009    | Zürich  |

## Palmares

### 10.000 m
- 2008:  BK AC te Jambes – 35.48,82

### 10 mijl
- 2005:  Antwerp 10 Miles – 58.47
- 2006:  Antwerp 10 Miles – 57.07
- 2008:  Oostende-Brugge Ten Miles – 56.21

### 20 km
- 2009:  20 km door Brussel – 1.16.38
- 2010:  20 km door Brussel – 1.11.42

### halve marathon
- 1999: 36e WK in Palermo – 1:15.27
- 2004: 1e BK halve marathon te Angleur – 1:19.49 (buiten competitie)
- 2006:  Groet uit Schoorl Run – 1.18.49
- 2008:  BK AC in Sint-Truiden – 1:18.41
- 2009:  Groet uit Schoorl Run – 1.18.16
- 2011:  BK AC in Diksmuide – 1:18.00
- 2012:  BK AC in Kuurne – 1:20.38
- 2013:  BK AC in Herve – 1:23.47

### marathon
- 1997: 44e WK in Athene – 2:55.06
- 2001:  Guldensporenmarathon – 2:42.59
- 2002:  Guldensporenmarathon – 2:44.35
- 2003:  Maasmarathon te Wezet – 2:45.58
- 2003:  marathon van Eindhoven – 2:43.28
- 2006:  Maasmarathon te Wezet – 2:49.41
- 2008:  BK AC in Tongeren – 2:49.05
- 2009: 4e marathon van Zürich – 2:34.57
- 2010:  Maasmarathon te Wezet – 2:42.00
- 2011:  BK AC in Torhout – 2:46.16

### veldlopen
- 1998: 17e WK korte cross in Marrakech
- 1998:  WK landenklassement korte cross